# 3D Pixel Racing
3D Pixel Racing è un videogioco di guida sviluppato da Vidia e pubblicato da Microforum, per iOS e Wii, dove in quest'ultimo il gioco è acquistabile tramite WiiWare. Il gioco, uscito negli Stati Uniti il 14 luglio 2011, è uscito in Europa l'8 settembre dello stesso anno. Il gioco è completamente sotto forma di pixel tridimensionali e tratta di gare automobilistiche.

## Modalità di gioco
Il gioco ha dei circuiti ambientati in Italia, Stati Uniti, Brasile, Regno Unito, Isole Salomone, Thailandia, Giappone, Egitto, Paesi Bassi e Cina, attraverso 5 modalità di gioco differenti:
- Campionato: In modalità Campionato i giocatori scelgono un veicolo e competono contro altri sette piloti in una serie di otto gare chiamate coppa. Alla fine di ogni gara della serie, ad ogni pilota viene assegnato un numero di punti in base alla posizione finale. Il pilota con il maggior numero di punti alla fine dell'ultima gara vince la coppa. Vincere coppe in modalità Campionato è il modo più semplice per sbloccare nuovi oggetti ed è obbligatorio per completare il gioco.
- Corsa Singola: è la modalità di gioco adatta ai principianti: i giocatori scelgono un pilota, una pista e un veicolo tra quelli sbloccati e competono contro sette piloti controllati dal computer o altri giocatori in una gara di tre giri. Non conta per sbloccare oggetti o per completare il gioco.
- Cattura la bandiera: in questa modalità, giocata su 5 circuiti casuali, l'obiettivo è quello di coprire un giro intero del tracciato con una bandiera prima che lo faccia l'avversario rubandola e prima che scada il tempo. Vince chi accumula più punti alla fine del gioco.
- Inseguimento: I giocatori vengono inseguiti da un'auto della polizia attorno a uno dei circuiti di gara e sono cronometrati. L'evento si perde se il giocatore viene catturato dall'auto della polizia o non riesce a correre più veloce dell'auto della polizia prima che scada il tempo. Nel multiplayer un giocatore guida la macchina della polizia e gli altri giocatori devono superarlo.
- Prova a tempo: in questa modalità, in 5 gare casuali, il giocatore deve completare i giri del circuito prima che scada il tempo. Vince chi accumula più punti in 5 corse, dove i punti sono distribuiti per numero di giri (preimpostati), miglior giro e tempo rimasto al completamento della prova. Nelle prove multiplayer tutti i giocatori corrono sulla stessa pista ma vengono cronometrati e segnati separatamente.

## Accoglienza
| Testata                          | Versione | Giudizio |
| -------------------------------- | -------- | -------- |
| Metacritic (media al 20-04-2020) | iOS      | 45/100   |
| TouchArcade                      | iOS      | 3,5/5    |
| Nintendo Life                    | Wii      | 4/10     |
| IGN                              | Wii      | 6/10     |

Troy Woodfield di TouchArcade recensì la versione per iOS, trovandolo un gioco dallo stile visivo pulito dotato di un'ottima grafica e con molte modalità di gioco ma che peccava nel presentare un'interfaccia utente orribile, caratterizzata da menu e tasti ingombranti che rendevano poco piacevole la guida dei veicoli. Corbie Dillard di Nintendo Life valutò la versione per WiiWare, reputandolo un titolo interessante con una presentazione grafica unica nel suo genere, ma che non si rivelava abbastanza per nascondere i numerosi difetti da cui era affetto, come i comandi eccessivamente delicati e l'esecuzione poco riuscita del gameplay rendevano l'esperienza frustrante.
Lucas M. Thomas di IGN trovò la versione per WiiWare come un gioco semplice, ideale se si era alla ricerca di un titolo di corse con un design unico, ma disse ai possibili acquirenti di non aspettarsi uno dei migliori giochi della libreria Wii. Emiliano Contarino di iPhone Italia descrisse l'edizione per iOS, come un gioco che vinceva e sapeva convincere con la sua creatività grafica e le tante modalità di gioco, ma anche lui reputò come difetto l'interfaccia, che non sapeva ricalcare assolutamente le peculiarità del dispositivo Apple.